# 최윤희 (군인)
최윤희(崔潤喜, 1953년 7월 19일(1953년 음력 6월 9일) - )는 대한민국의 제38대 합동참모의장이다.
해군사관학교장 재임 당시, 해군 작전사령관 직무대리를 겸임하며 천안함 피격사건의 사후 수습 및 해상 경계태세 유지에 기여하였다. 2011년 10월 17일 제29대 해군참모총장으로 임명되었다. 2년의 참모총장 임기를 마친 뒤 2013년 10월 16일 합참의장에 임명되었다. 합동참모본부 출범 이래 첫 해군 출신 합참의장이다.

## 학력
- 1966년: 오산초등학교 졸업
- 1969년: 오산중학교 졸업
- 1972년: 오산고등학교 졸업
- 1977년: 해군사관학교 31기 졸업
- 1981년: 미국 해군전투병과학교 대잠전과정 수료
- 1987년: 미국 해군참모대학교 참모과정
- 1992년: 국방참모대학교 졸업
- 1994년: 국방대학교 행정학사
- 1997년: 국방대학원 행정학 석사
- 2006년: 경기대학교 대학원 외교안보학과 행정학 석사

### 비학위 수료
- 2003년: 국방대학교 안보정책과정 수료
- 2006년: 미국 메릴랜드 대학교 행정대학원 장성정책연수과정 수료

## 경력
- 1977.04 ~ 1978.04: 충무함 통신관(소위)
- 1978.04 ~ 1978.10: 대초함 작전관(중위)
- 1978.10 ~ 1979.08: 제1전투전단 제13전투전대 훈련관
- 1979.08 ~ 1980.05: 제1전투전단 제13전투전대 작전관
- 1980.05 ~ 1981.04: 경북함 포술장(대위)
- 1981.04 ~ 1981.09: 미 해군 대잠전과정 유학
- 1981.09 ~ 1982.08: 제2사관학교 교수부 항해학교관
- 1982.09 ~ 1983.10: 고속정(기러기57) 정장
- 1983.10 ~ 1984.05: 함대사령부 작전참모실 연락장교
- 1985.05 ~ 1986.03: 고속정(기러기56) 편대장(소령)
- 1984.06 ~ 1985.05: 포항함 부장
- 1986.03 ~ 1987.01: 제22전투전대 작전참모
- 1987.01 ~ 1987.06: 미국 해군대학 참모과정 유학
- 1987.07 ~ 1987.08: 전투병과교 교수부 작전전술 교관
- 1987.08 ~ 1989.04: 해군본부 참모총장 수행전속부관
- 1989.04 ~ 1990.01: 해군본부 참모총장 수석전속부관
- 1990.01 ~ 1991.01: 제2함대 서울함 부장(중령)
- 1991.01 ~ 1992.01: 제3함대 여수함 함장
- 1992.02 ~ 1992.12: 국방참모대학 국참대과정
- 1992.12 ~ 1994.04: 해군본부 인사참모부 인력담당관
- 1994.04 ~ 1996.01: 국방부 파견장교
- 1996.01 ~ 1998.01: 대통령비서실 국방담당관
- 1998.01 ~ 1999.01: 제1함대 경북함 함장(대령)
- 1999.01 ~ 1999.12: 제1함대 작전참모실 작전참모
- 1999.12 ~ 2003.02: 해군작전사령부 작전참모처장
- 2003.02 ~ 2003.12: 국방대학교 국대원안보과정 교수
- 2003.12 ~ 2004.01: 해군본부 정보작전참모부 연구위원
- 2004.01 ~ 2005.04: 제5성분전단 전단장(준장)
- 2005.02 ~ 2005.09: 순항훈련함대 사령관 (겸임)
- 2005.04 ~ 2006.03: 해군사관학교 부교장
- 2005.11 ~ 2006.03: 해군사관학교 생도대장 (겸임)
- 2006.03 ~ 2006.10: 미국 메릴랜드대학 장성정책연수 교수
- 2006.10 ~ 2006.11: 해군본부 지휘부/비서실 참모총장 특별보좌관
- 2006.11 ~ 2008.11: 해군본부 인사참모부장(소장)
- 2008.11 ~ 2010.06: 해군사관학교장(중장)
- 2010.06 ~ 2011.10: 해군참모차장
- 2011.10 ~ 2013.09: 해군참모총장(대장)
- 2013.10 ~ 2015.10: 합동참모의장
- 2018.12 : 한양대학교(ERICA) 미래해양기술센터 센터장/국방정보공학과 특훈교수
- 한양대학교(ERICA) 미래해양기술센터 수석연구원
- 2019.10 ~ 2021.04 : 대한민국해양연맹 부총재
- 2020.06 : 미래통합당 경기도당 오산시 당협위원장
- 2020.07 ~ 2020.09: 미래통합당 국가안보위원장
- 2020.09 : 국민의힘 국가안보위원장
- 2021.04 ~ : 제10대 대한민국해양연맹 총재
- 2022 ~ : 한국해양산업총연합회 회장
- 2022.08 ~ : 중원대학교 사회문화대학 군사학과 석좌교수
- 2023.05 ~ : 재단법인 백선엽장군기념재단 자문위원 겸 백선엽장군기념사업회 이사

## 수상
- 2015년 보국훈장 통일장
- 2010년 보국훈장 국선장
- 1997년 대통령표창
- 1977년 국방부장관상장

## 역대 선거 결과
| 실시년도 | 선거   | 대수 | 직책     | 선거구      | 정당       | 득표수   | 득표율          | 순위 | 당락 | 비고 |
| -------- | ------ | ---- | -------- | ----------- | ---------- | -------- | --------------- | ---- | ---- | ---- |
| 2020년   | 총선   | 21대 | 국회의원 | 경기 오산시 | 미래통합당 | 44,834표 | \| \| 41.06% \| | 2위  | 낙선 |      |
|          | 41.06% |      |          |             |            |          |                 |      |      |      |